# ヘルムホルツ方程式
ヘルムホルツ方程式（ヘルムホルツほうていしき、英: Helmholtz equation）は、ヘルマン・フォン・ヘルムホルツの名にちなむ方程式で、
{\displaystyle (\nabla ^{2}+k^{2})A=0}
という楕円型の偏微分方程式である。
ここで{\displaystyle \nabla ^{2}}はラプラシアン、k は定数、A = A (x, y, z) は3次元ユークリッド空間 R3 で定義された未知関数である。k = 0 はラプラス方程式である。

## 動機と用途
ヘルムホルツ方程式はしばしば、時間と空間の両方を含む偏微分方程式が関わる物理学の問題を扱うときに現れる。そうした偏微分方程式を扱うにあたって変数分離を行うことにより、時間によらない部分 としてヘルムホルツ方程式が出てくるのである。
例えば波動方程式
{\displaystyle \left(\nabla ^{2}-{\frac {1}{c^{2}}}{\frac {\partial ^{2}}{\partial t^{2}}}\right)u({\boldsymbol {r}},t)=0}
を考える。関数 u(r, t) を
{\displaystyle u({\boldsymbol {r}},t)=A({\boldsymbol {r}})T(t)}
と変数分離し、これを波動方程式に代入し整理すると
{\displaystyle {\begin{aligned}(\nabla ^{2}+k^{2})A&=0,\\\left({\frac {d^{2}}{dt^{2}}}+\omega ^{2}\right)T&=0\end{aligned}}}
という2つの微分方程式が得られる。ここで k は分離定数であり、また ω = kc とおいた。
これで、空間変数 r に関するヘルムホルツ方程式と、時間に関する2階の常微分方程式が得られた。時間の常微分方程式の解は角振動数 ω の sin と cos の線形結合で表される。一方、空間の微分方程式の解は境界条件によって決まる。
また、ラプラス変換やフーリエ変換などの積分変換によって、双曲型の偏微分方程式がヘルムホルツ方程式に変換されることもある。
ヘルムホルツ方程式は波動方程式と関連があるので、電磁波の放射、地震学、音響学などの物理学の諸分野で出てくる。

## ヘルムホルツ方程式を変数分離で解く
空間に関するヘルムホルツ方程式
{\displaystyle (\nabla ^{2}+k^{2})A=0}
の一般解は、変数分離によって求められる。
球座標では、一般解は
{\displaystyle A(r,\theta ,\phi )=\sum _{k}\sum _{l=0}^{\infty }\sum _{m=-l}^{l}\{a_{lm}j_{l}(kr)+b_{lm}n_{l}(kr)\}\,Y_{l}^{m}(\theta ,\phi )}
と表される。この解は波動方程式や拡散方程式の空間部分の解から出てくる。ここで jl と nl は球ベッセル関数で、 Ylm (θ, φ) は球面調和関数である。
2次元の極座標では、一般解は
{\displaystyle A(r,\theta )=\sum _{k}\sum _{n=0}^{\infty }\{a_{n}\cos(n\theta )+b_{n}\sin(n\theta )\}\,J_{n}(kr)}
と表される。Jn はベッセル関数である。この解は原点で正則なものであり、より一般的な解は原点で正則でないもうひとつのベッセル関数 Yn を含む。これは解を考える範囲として原点を含まない場合には考える必要がある。
この極座標の解は太鼓の膜の振動を表すのに用いられる。
以上の解はどれも一般解であり、特定の場合に適用するには境界条件が必要であることに注意されたい。

## 近軸のとき
ヘルムホルツ方程式の近軸(paraxial)における表式は、解を{\displaystyle A({\boldsymbol {r}})\,e^{-jkz}}の形と仮定すると
{\displaystyle \nabla _{\mathrm {T} }^{2}A-2jk{\frac {\partial A}{\partial z}}=0}
となる。ここで
{\displaystyle \nabla _{\mathrm {T} }^{2}={\frac {\partial ^{2}}{\partial x^{2}}}+{\frac {\partial ^{2}}{\partial y^{2}}}}
はラプラシアンの横(transverse)成分である。
この方程式は光学での応用が重要である。光学では、この方程式が放物面波(paraboloidal waves)やガウシアンビームの形の電磁波（光）の伝播についての解を与える。多くのレーザー装置が放射するビームはそのような形になっている。
近軸の近似では、電場の複素強度？(electric field complex magnitude) E は
{\displaystyle E({\boldsymbol {r}})=A({\boldsymbol {r}})\,e^{-jkz}}
となる。ここで A は電場の複素振幅を表し、それに指数関数で表される正弦波的な変調がかかっている。
近軸の近似においては、電場の振幅 A と伝播方向の長さ z との間に一定の制限がかかる。それは
{\displaystyle \left|{\frac {\partial A}{\partial z}}\right|\ll |kA|}
と
{\displaystyle \left|{\frac {\partial ^{2}A}{\partial z^{2}}}\right|\ll |k^{2}A|}
である。これらの条件は、光学軸（z 軸）と波数ベクトルk とがなす角度 θ が十分に小さく
{\displaystyle \sin \theta \simeq \theta ,\quad \tan \theta \simeq \theta }
が成り立つことと同値である。